# Bernhard Pellens
Bernhard Pellens (* 17. November 1955 in Geldern) ist ein deutscher Wirtschaftswissenschaftler.
Bernhard Pellens studierte von 1976 bis 1981 an den Universitäten Köln und Bochum Rechts- und Wirtschaftswissenschaft. Er war bis 1986 wissenschaftlicher Mitarbeiter am Lehrstuhl Busse von Colbe und danach im Controlling eines mittelständischen Unternehmens tätig. 1988 folgte die Promotion und 1993 die Habilitation.
1993 hatte er eine Professur an der TU Kaiserslautern inne, von 1994 bis 1997 einen Lehrstuhl für Internationale Rechnungslegung an der Westfälischen-Wilhelms-Universität Münster. Seit 1997 ist er Lehrstuhlinhaber für Internationale Unternehmensrechnung der Ruhr-Universität Bochum.
Seit 2001 ist er ordentliches Mitglied der Nordrhein-Westfälischen Akademie der Wissenschaften und der Künste.
Im Jahr 2009 erhielt er den Dr. Kausch-Preis.
Pellens ist seit 2006 Honorarprofessor der Tongji-Universität Shanghai. Zahlreiche Lehrstuhlinhaber in Deutschland für Betriebswirtschaftslehre und Internationale Unternehmensrechnung wie Nils Crasselt, Joachim Gassen, Rolf Uwe Fülbier und Thorsten Sellhorn sind ehemalige Mitarbeiter von Pellens.
Pellens lehnte Rufe der Universität Bern, Essen und der WHU ab, um in Bochum zu bleiben. Er war von 2012 bis Ende 2018 Vizepräsident der Schmalenbach-Gesellschaft für Betriebswirtschaft und ist von 2005 bis 2020 tätig im Aufsichtsrat und Prüfungsausschuss der ThyssenKrupp AG, dort von Ende September 2018 bis Februar 2019 übergangsweise als Aufsichtsratsvorsitzender.
Für den LVM a. G. ist Bernhard Pellens im Mai 2016 auf der Mitgliederversammlung in den Aufsichtsrat gewählt worden. Pellens wurde zudem im Mai 2017 in den Aufsichtsrat der LVM Krankenversicherungs-AG gewählt. Seit 2021 ist er auch im Aufsichtsrat der Borussia Dortmund GmbH & Co. KGaA und dort Vorsitzender des Prüfungsausschusses.